# كماس ليتشتليني
كماس ليتشتليني (الاسم العلمي:Camassia leichtlinii) هو نوع من النباتات يتبع جنس الكماس من الفصيلة الهليونية.